# Mazares
Mazares (em língua meda: Mazdara; em grego antigo: Μαζάρης) foi um general medo que desertou para o lado de Ciro, o Grande, quando este derrotou o rei meda Astíages e fundou o Império Aquemênida. Mazares é mencionado por Heródoto como um general medo à serviço persa que morreu enquanto reprimia uma revolta na Ásia Menor.

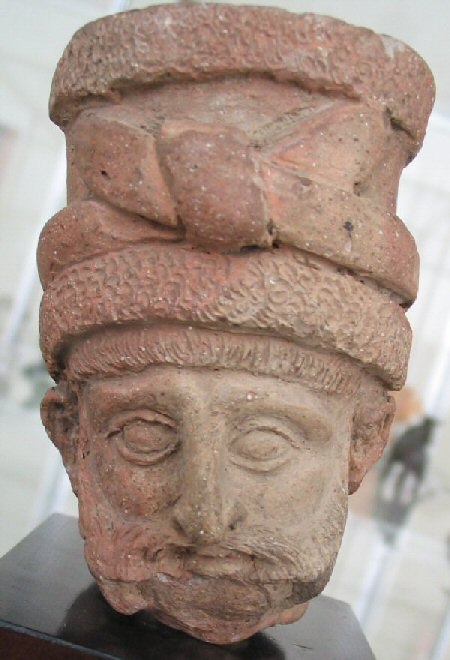
Nobre aquemênida, 520-480 a.C.

Após a conquista da Lídia por Ciro em 547 a.C., um oficial lídio chamado Pactias, a quem Ciro havia tornado oficial do tesouro em seu próprio governo, formou um exército de lídios e gregos jônicos. Ele se revoltou contra Tábalo, sátrapa da Lídia, sitiando as forças persas no recinto real e roubando a famosa riqueza do rei Creso para financiar sua revolta. Ciro, ao saber da revolta, ficou furioso e fez planos para punir os lídios queimando Sardes. O rei Creso, que havia sido nomeado conselheiro da corte de Ciro após sua derrota, implorou a Ciro que deixasse sua antiga capital intacta. Ciro, que ficaria conhecido pela misericórdia que demonstrou aos povos que conquistou, concordou e enviou seu comandante Mazares para sufocar a insurreição de acordo com a vontade de Creso, com instruções de devolver Pactias vivo para o castigo. Mas Pactias fugiu quando as forças de Mazares se aproximaram da cidade e encontraram refúgio na Grécia Jônica.
Mazares deu início à perseguição, conquistando as cidades-estado gregas jônicas de Priene e Magnésia, capturando Pactias após várias tentativas e enviando-o de volta a Ciro para ser punido. Mazares então continuou a conquista da Ásia Menor, mas morreu de causas desconhecidas durante a campanha. Ciro então enviou seu principal general, Hárpago, para tomar seu lugar. Hárpago completou as conquistas de Mazares na Ásia Menor, Lícia, Cilícia e Fenícia, usando a técnica até então desconhecida de construir terraplenagem para romper as paredes das cidades sitiadas.